# Ancient North Eurasian

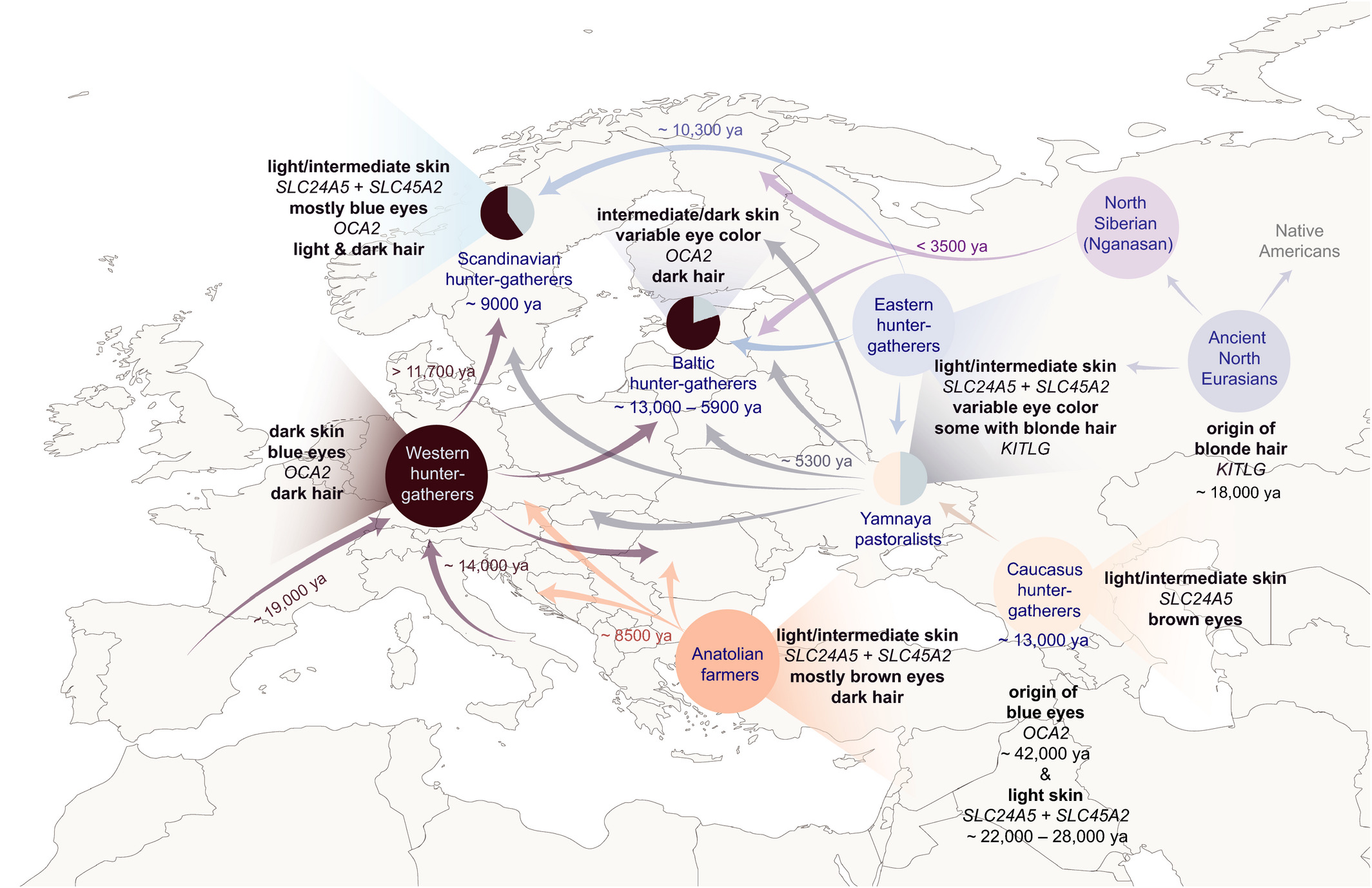
Связь генотипов и фенотипов древнего населения севера Евразии

Ancient North Eurasian (ANE), Древние северные евразийцы — в популяционной генетике человека аутосомный компонент, происходящий от популяций, генетически схожих с образцами из верхнего палеолита тундростепей северо-востока Евразии, в том числе найденными на Янской стоянке (возраст ~31,6 тыс. лет до н.в.) и стоянке Мальта (возраст ~24 тыс. лет до н.в.), не связанных напрямую с современным населением восточной Азии. После окончания последнего ледникового периода это население Сибири в значительной мере смешалось с восточноазиатскими популяциями более южного происхождения.

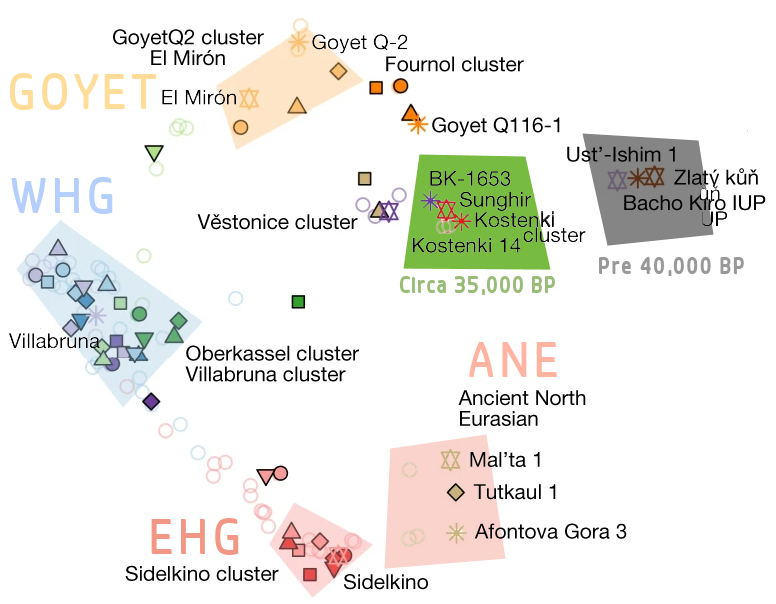
Генетическое положение ANE

Линия Ancient North Eurasian происходит от самых ранних людей, которые мигрировали на север, в Сибирь, и наиболее тесно связаны с коренными американцами, палеосибиряками, урало- и тюркоязычными популяциями. Генофонд ANE сформировался вскоре после расхождения западно-евразийских и восточно-евразийских линий около 40 000 лет назад. Данные краниометрии позволяют предположить, что они отличались как от европеоидного, так и от монголоидного типов и больше походили на америндов (американоидов).
Значительное содержание этого компонента наблюдается у современных коренных американцев, европейцев, среднеазиатов, населения Индостана и некоторых восточноазиатских групп (в порядке убывания значимости). ANE играет значительную роль в дискуссиях о распространении индоевропейских языков, так как этот компонент в больших количествах (до 50 %) наблюдался у населения ямной и афанасьевской культур (чаще всего связываемых с ранними индоевропейцами), но не у населения Западной Европы до начала бронзового века.
Наиболее раннее генетическое свидетельство светлого цвета волос найдено в генотипе женщины из местонахождения Афонтова гора (возраст в пределах от 16 130 до 15 749 лет до н. э.), в целом аналогичном типичному для ANE генотипу 4-летнего мальчика со стоянки Мальта.
Другие группы, связанные с ANE:

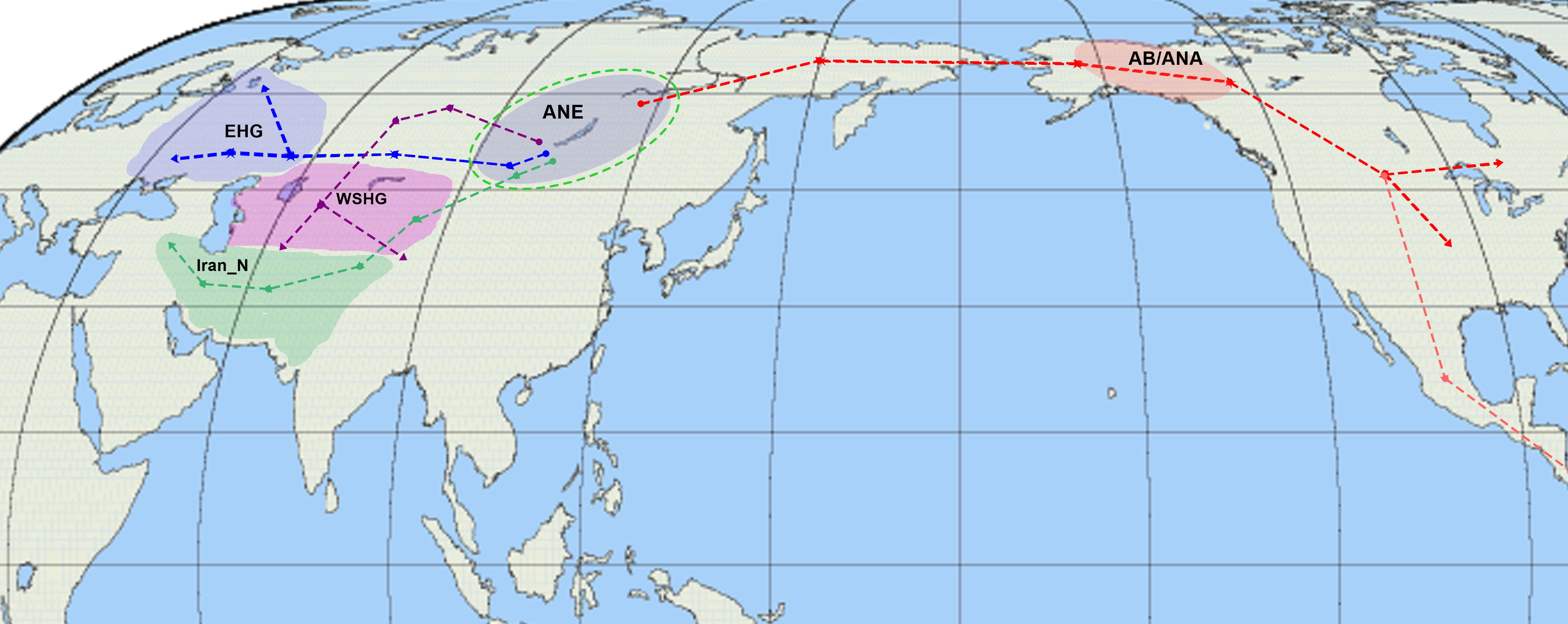
Схема связей ANE и родственных им групп

- Восточноевропейские охотники-собиратели (англ. Eastern Hunter-Gatherer, EHG) — компонент, известный по генотипам двух образцов из Оленеостровского могильника и одного образца из самарской культуры. На 9-75 % совпадает с ANE, и во многом схож с генотипом образцов с вышеупомянутой палеолитической стоянки Афонтова Гора. По всей видимости, возник в результате миграции носителей ANE на запад после окончания последнего ледникового периода, и их смешением с более ранним населением Восточной Европы в мезолите.[7][4]
- Кавказские охотники-собиратели (англ. Caucasian Hunter-Gatherer, CHG) — известен по образцам из пещеры Сацурблия (Грузия, ~13 тыс. лет до н.в.). На 36 % совпадает с ANE, остальная часть происходит от популяции, аналогичной населению пещеры Дзудзуана (~26 тыс. лет до н.в.), компонент ANE у которой отсутствовал.[4]
- Неолитические жители Ирана (англ. Iran Neolithic, Iran_N) — известен по двум образцам из Ирана возрастом ~8,5 тыс. лет до н.в., и примерно в равной степени состоит из наследственности ANE и Дзудзуана. У других неолитических популяций Ближнего Востока компонент ANE не найден.[4]
- Скандинавские охотники и собиратели (англ. Scandinavian Hunter-Gatherer, SHG) — известен по нескольким образцам из Мутала (Швеция, ~6 тыс. лет до н. э.). Результат смешения EHG, пришедших в Скандинавию с востока северным путем, с более западными популяциями, пришедшими туда южным путём.
- Древние берингийцы (англ. Ancient Beringian, AB)/Предки коренных американцев (англ. Ancestral Native American, ANA) — две предковые группы для современных американских индейцев, содержащих от 40 % до 53 % компонента ANE. Время расхождения между AB и ANA — ~20 тыс. лет до н.в., время отделения от ANE — ~36 тыс. лет до настоящего времени.